# Папа Јулије I
Папа Јулије I (лат. Iulius I) био је епископ града Рима у периоду од 337. до 352. године.
Рођен је у Риму, а за епископа града Рима изабран је 337. године, где је остао до своје смрти 352. године. Живео је и деловао у време када је хришћанство било тек ослобођен од прогона од стране паганске државе, а сама била растрзана борбама против јереси.
Остао је упамћен највише по улози коју је имао у решавању аријанског спора, односно јереси. У то време у Византији је аријанско учење, иако осуђено на Првом васељенском сабору наставило да постоји кроз учење Јевсевија Никомедијског, који је у то време био патријарх Константинопоља, који је имао подршку цара Констанција II, сина Константина Великог. Јавсевијеви следбеници су направили компромис са аријанцима и прогнали бранитеље православног учења, пре свега Светог Атанасија Великог и Светог Павла Цариградског као непослушне. Они су уточиште и заштиту, као и многи други православни нашли у Риму, код папе Јулија, који је имао подршку цара Констанса I, другог сина Константина Великог.
Патријарх Јевсевије упутио је због тога посланицу Јулију, тражећи од њега да ускрати подршку прогнаним епископима. Папа Јулије се у тој ситуацији поставио као арбитар и затражио да саслуша обе стране. Пошто је саслушао обе делегације одлучио је да подржи Атанасија и Павла и остале православне епископе и рекао им да се врате на своје престоле. Написао је посланицу источним епископима, са молбом да их с љубављу приме и да им не сметају заузети своје раније престоле.
Након њиховог повратка, цар Констанције II сазива сабор у Антиохији са намером да одговори папи Јулију и другима посебном посланицом. Међутим Јевсевије је убрзо умро, не дочекавши сабор, тако да сабор није заузео такав став. Као одговор на то аријанци се сабрају и бирају за патријарха Македонија. Због тога су настали велики сукоби у Цариграду, са много жртава.
Под његовим утицајем одржан је Сабор у Сардици, 343. године, који је окупио седамдесет и шест источних епископа који су подржали Светог Атанасија Великог и одлуке Првог васељенског сабора.
Римокатоличка црква често наводи пример арбитраже папе Јулија у аријанском спору, као доказ примата римског епископа у раној цркви, што се у Православној цркви не прихвата. Православна црква сматра да су се цариградски и александријски патријарси у то доба обраћали римском папи као себи једнаком архијереју који може да помогне у решавању спора.
Папа Јулије се поштује као светитељ у Римокатоличкој цркви, и прославља се 12. априла.
Јулије се, такође, сматра заслужним за одређивање датума прославе Божића — 25. децембра.